# Lobsang Samten (lama)
Lama Lobsang Samten (Lhasa, 1965) is een Tibetaanse monnik en oprichter van het Tibetaans boeddhistisch Centre Paramita in Quebec.
Op zijn vijftiende begon hij zijn studie aan de kloosteruniversiteit Ganden, waar hij werd ingewijd tot monnik. In 1985 ontvluchtte hij Tibet via het Himalaya-gebergte. Hierbij liep hij 's nachts en sliep hij overdag. Hij kwam aan in Dharamsala en reisde later door voor academische studie naar het Indiase ballingsoord voor Tibetanen Mundgod.
In 1997 reisde hij na een uitnodiging naar Quebec, waar hij in 1998 werd geïnstalleerd. In 2008 bracht hij zijn werk uit L'essence de la voie vers l'éveil.